# Under the Silver Lake
Pour plus de détails, voir Fiche technique et Distribution.
Under the Silver Lake est un film américain écrit et réalisé par David Robert Mitchell, sorti en 2018. Il fait partie de la sélection officielle du Festival de Cannes 2018.

## Synopsis
Sam (Andrew Garfield), un jeune homme apathique, fait la connaissance de sa nouvelle voisine, Sarah (Riley Keough). Il en tombe aussitôt sous le charme. Alors que celle-ci disparaît subitement sans laisser de traces, Sam décide de partir à sa recherche et entreprend une enquête des plus surréalistes aux abords de la ville de Los Angeles. Il plonge dans les profondeurs les plus ténébreuses qui soient de la Cité des Anges où il doit élucider disparitions douteuses et meurtres mystérieux sur fond de scandales et de machinations en tout genre. Il côtoie durant ses recherches des éléments constitutifs de l'imaginaire de Los Angeles : la drogue, la sexualité débridée, les meurtres et la misère sociale, cette image correspond à celle de son réalisateur David Robert Mitchell.

## Fiche technique
- Titre original et français : Under the Silver Lake
- Réalisation et scénario : David Robert Mitchell
- Direction artistique : Michael Perry
- Décors : Steven Light-Orr et James Terry Welden
- Costumes : Caroline Eselin
- Photographie : Mike Gioulakis
- Montage : Julio Perez IV
- Musique : Disasterpeace
- Production : Chris Bender, Michael De Luca, Adele Romanski et Jake Weiner
- Sociétés de production : Pastel Productions, Michael De Luca Productions, Stay Gold Features et Vendian Entertainment
- Sociétés de distribution : A24 Films (États-Unis), Le Pacte (France)
- Pays d'origine :  États-Unis
- Langue originale : anglais
- Format : couleur
- Genre : thriller, néo-noir, comédie dramatique
- Durée : 139 minutes
- Dates de sortie :
  - France : 15 mai 2018 (Festival de Cannes) ; 8 août 2018 (sortie nationale)
  - Suisse romande : 6 juillet 2018 (Festival de Neuchâtel)
  - Belgique : 15 août 2018
  - États-Unis : 26 avril 2019

## Distribution
- Andrew Garfield (VFC : Julien Chettle) : Sam

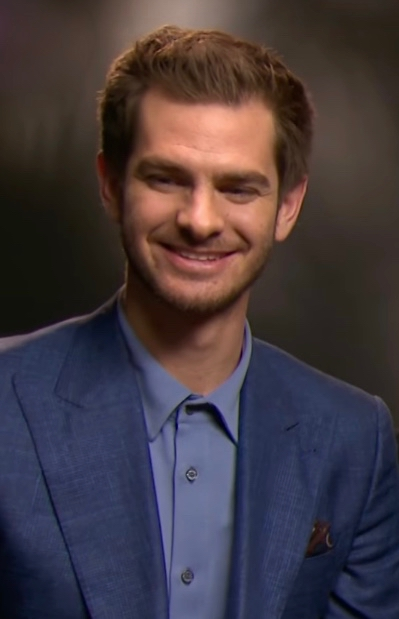
L'acteur principal Andrew Garfield, l'année de tournage du film.

- Riley Keough (VFC : Sophie Ostria) : Sarah, la nouvelle voisine de Sam
- Topher Grace (VFC : Éric Valiente) : l'homme du bar, ami de Sam
- Callie Hernandez : Millicent Sevence
- Don McManus (en) : l'homme dans la cahute
- Jeremy Bobb : le compositeur
- Riki Lindhome : l'actrice qui rend visite à Sam
- Zosia Mamet : Troy
- Patrick Fischler : l'auteur du fanzine Under the Silver Lake, adepte des théories du complot
- Jimmi Simpson (VFC : Michel Barrio) : Allen, l'ami de Sam
- Grace Van Patten : la danseuse aux ballons
- India Menuez et Sydney Sweeney : les filles de l'agence d'escort-girls Shooting Star
- Summer Bishil : l'ex-petite amie de Sam, modèle pour la campagne publicitaire I Can See Clearly Now
- Luke Baines (en), Lola Blanc et Victoria Bruno : le groupe Jesus and the Brides of Dracula
- Laura-Leigh Claire (en) : Mae
- Allie MacDonald : une actrice
- David Yow : le roi des gueux (Homeless King)
- Wendy Vanden Heuvel : la femme aux perroquets
- Karen Nitsche : le baiser de la chouette (Owl's Kiss)
- Jessica Makinson (en) : Mrs Sevence
- Chris Gann : Jefferson Sevence
- Sky Elobar (VFC : Michaël Cermeno) : l'employé de la librairie de comics
- Rex Linn : le gérant de la résidence
- Deborah Geffner (en) : la mère de Sam (voix)

Version française réalisé par la société de doublage New Connection (en Catalogne), sous la direction artistique de Sylvie Santelli, avec une adaptation des dialogues de Nelson Calderon et Pascal Strippoli, mixé par Carlos Jiménez.

## Production

### Genèse et développement
« Under the Silver Lake est ma vision personnelle de l'histoire de Los Angeles — une histoire qui, selon moi, se prête à être contée au prisme du genre policier : piscines ensoleillées, ombres obscures, passages secrets, jeunes filles de bonnes familles, meurtres mystérieux... l'imagerie iconique d'une ville bâtie sur des rêves et des images animées. »

— David Robert Mitchell.

### Distribution des rôles
En mai 2016, il est annoncé que David Robert Mitchell écrira et réalisera le film avec Andrew Garfield et Dakota Johnson en vedette. Michael De Luca, Adele Romanski, Jake Weiner et Chris Bender sont également annoncés comme producteurs.
En octobre 2016, Dakota Johnson est remplacée par Riley Keough et Topher Grace rejoint également le casting du film. En novembre 2016, Zosia Mamet, Laura-Leigh, Jimmi Simpson, Patrick Fischler, Luke Baines, Callie Hernandez, Riki Lindhome et Don McManus rejoignent la distribution.

### Musique
Le compositeur Disasterpeace, déjà l'auteur de la musique du précédent film de Mitchell, It Follows (2014), revient pour écrire la bande-originale du long-métrage.
Il indique : « David [Robert Mitchell] et Julio [Perez IV, monteur du film] désiraient rendre hommage à la musique de film classique, particulièrement aux œuvres de Bernard Herrmann. Comme je n'étais pas très familier de cette veine, j'ai eu la joie de visionner des films comme Taxi Driver, Citizen Kane, ou Vertigo et d'y trouver de nouvelles sources d'inspiration. »
Parmi les titres de la bande originale figure Turning Teeth interprété par le groupe imaginaire Jesus and the Brides of Dracula qui n’est autre que le groupe californien Silversun Pickups.

### Tournage
Le tournage débute le 31 octobre 2016.

## Sortie

### Accueil critique

#### Presse
Rotten Tomatoes attribue une note moyenne de 6 sur 10. En France, le site Allociné recense une moyenne des critiques presse de 3,9/5.
Le film fait la couverture de La Septième Obsession à l'été 2018, est classé 3e du Top 10 2018 de la revue, et fait partie des meilleurs films de la décennie 2010 selon cette dernière.
Under the Silver Lake est truffé de références et de clins d’œil que ne manquent pas de relever les critiques. La Fureur de vivre, Chinatown, le Grand Sommeil, Fenêtre sur cour, Inherent Vice et Mulholland Drive sont cités par Le Monde. Dans Elle, Françoise Delbecq mentionne une scène de piscine inspirée de Marilyn Monroe : Les Derniers Jours, film inachevé de George Cukor dans lequel Marilyn jouait avec sa nudité. Sans oublier, pour François-Xavier Taboni du Point, Boulevard du crépuscule, En quatrième vitesse, Le Privé et d’autres, dans un film qui essaime  « les références culturelles en un grand jeu de piste ».
Mais, rappelle Thomas Sotinel dans Le Monde, le film dure deux heures et quart, ce qui est beaucoup pour une collection de citations et un collage de pastiches.

#### Public
Le film obtient la note de 6,8/10 sur SensCritique, recensant plus de 14 000 retours du public.

### Box-office
- France : 206 714 entrées[13]

## Distinctions

### Récompense
- Festival international du film fantastique de Neuchâtel 2018 : Prix de la jeunesse Denis-de-Rougemont

### Sélections
- Festival de Cannes 2018 : sélection officielle, en compétition.
- Festival international du film de Catalogne 2018 : sélection en compétition.

## Éditions vidéo
Le film sort en DVD/ Blu-ray le 12 décembre 2018, et ne comporte aucun bonus.